# Rhaebo atelopoides
Espèce
Synonymes
- Bufo atelopoides Lynch & Ruiz-Carranza, 1981
- Andinophryne atelopoides (Lynch & Ruiz-Carranza, 1981)

Statut de conservation UICN

 CR  : 
En danger critique
Rhaebo atelopoides est une espèce d'amphibiens de la famille des Bufonidae.

## Répartition
Cette espèce est endémique du département du Cauca en Colombie. Elle se rencontre dans le parc national naturel de Munchique à environ 2 190 m d'altitude sur le versant Ouest de la cordillère Occidentale.

## Publication originale
- Lynch & Ruiz-Carranza, 1981 : A new species of toad (Anura: Bufonidae) from the cordillera occidental in southern Colombia. Lozania, vol. 33, p. 1-7.